# 유키미 나가노
유키미 나가노(Yukimi Nagano, 1982년 1월 31일 ~ )는 스웨덴의 싱어송라이터이다. 전자 음악 그룹 리틀 드래곤의 보컬리스트로 유명하다. 일본인 아버지와 일본계 미국인 어머니 슬하에서 태어났다.